# 4373 Креспо
4373 Креспо (4373 Crespo) је астероид главног астероидног појаса са средњом удаљеношћу од Сунца која износи 2,231 астрономских јединица (АЈ).
Апсолутна магнитуда астероида је 13,8.